# دگرخوش‌خواهی
دگرخوش‌خواهی یا کاکولد(به انگلیسی: Compersion)، حالتی است از شادمانی و احساس لذت که زمانی شریک عشقی یا جنسی شخصی با نفر سومی درگیر رابطه عشقی یا جنسی می‌شود به انسان دست می‌دهد. به عبارت دیگر دگرخوش‌خواهی عبارت است از شادکامی از اینکه معشوقتان لذت عشقی یا جنسی را با شخص دیگری تجربه می‌کند. به زعم بسیاری دگرخوش‌خواهی نقیض حسادت جنسی بوده و پی‌بردن به راز آن و مهارت در به‌کارگیری و پرورش آن می‌تواند آن را به ابزاری کارآمد برای غلبه مثبت بر حسادت جنسی تبدیل نماید

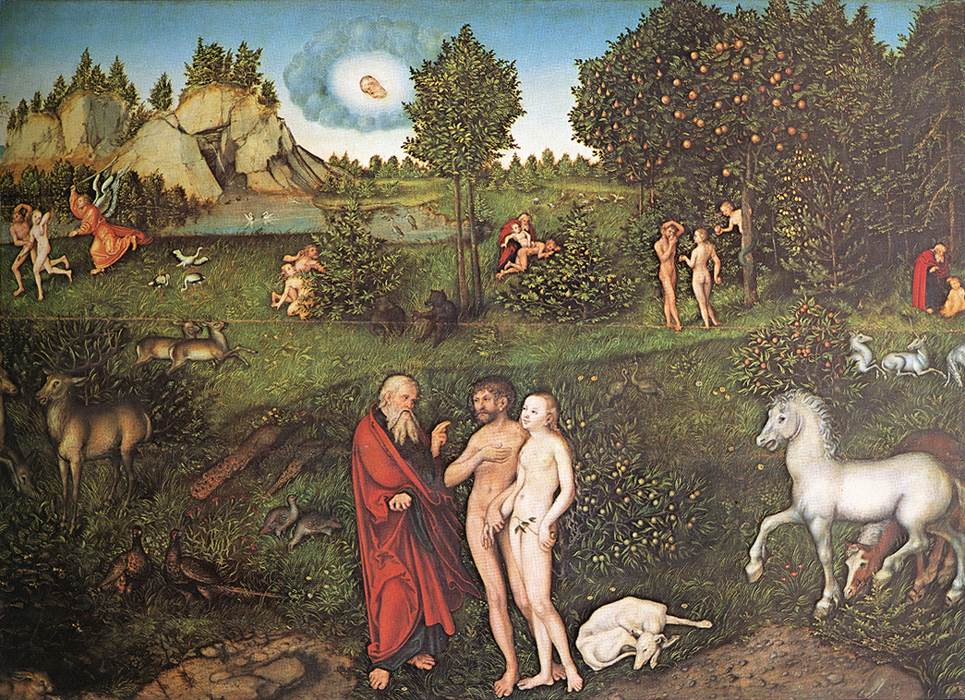
یک تصویر ایده‌آلی بر اساس کتاب پیدایش

## پیدایش واژه
کلمه‌ای انگلیسی Compersion در زبان انگلیسی فاقد قدمت و کاملاً جدید بوده ولیکن هم‌اکنون در جوامع چندمهری (Polyamory) به‌طور کاملاً گسترده‌ای مورد استفاده قرار می‌گیرد. این واژه اولین بار توسط جامعه کریستا (به انگلیسی: Kerista Commune) در سانفرانسیسکو تدوین گردید.

## دیدگاه‌های چندمهری دربارهٔ حسادت و دگرخوش‌خواهی

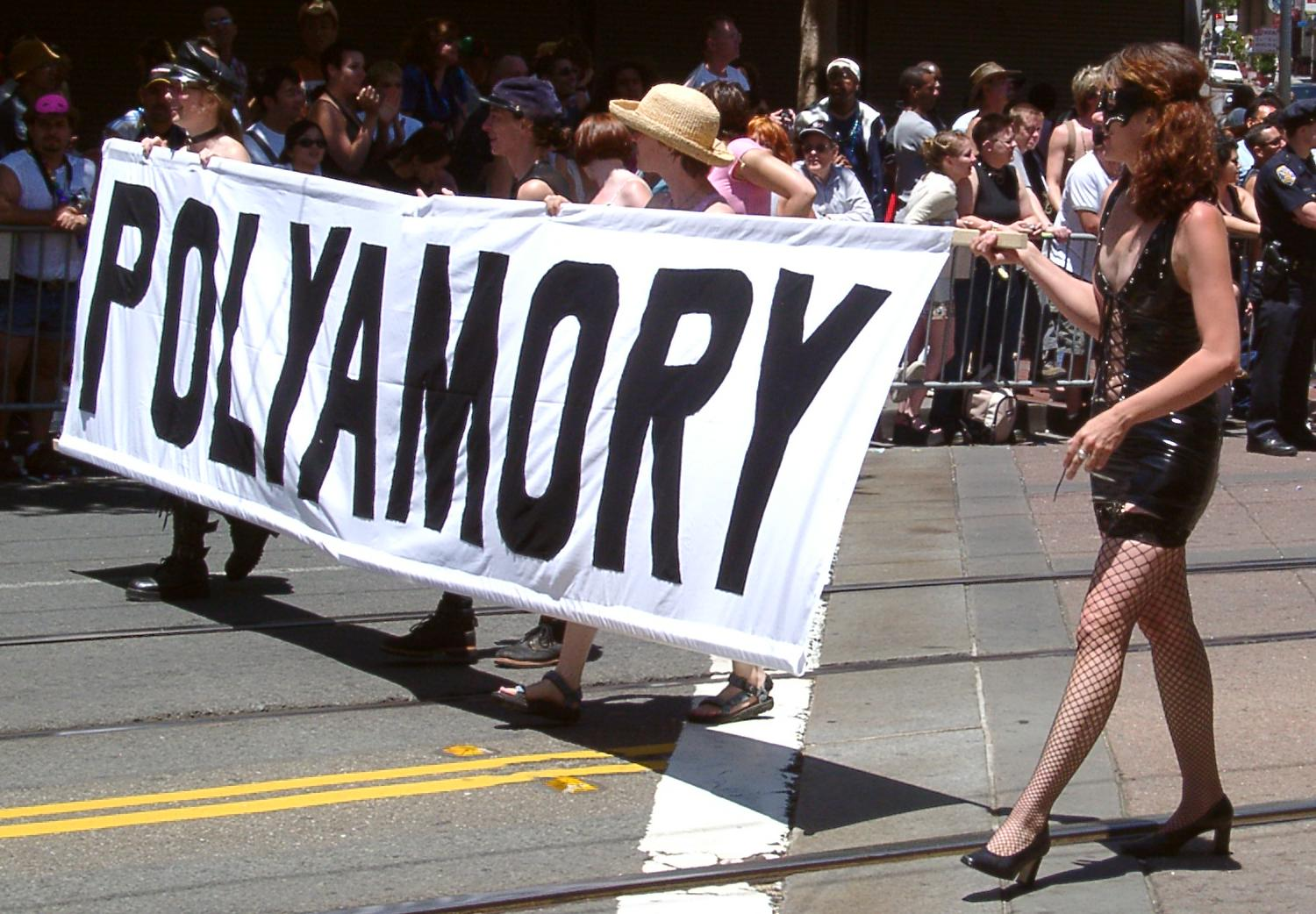
جامعه پلی اموری ، سان فرانسیسکو

حسادت جنسی عبارت است از افکار و احساسات منفی حاکی از عدم امنیت، ترس و نگرانی مربوط به از دست دادن یک شریک جنسی و عاطفی، یا دست کم از دست دادن توجه، عواطف یا اوقات اختصاص یافته توسط آن شریک نسبت به خویشتن.
در فرهنگ تک‌همسری حسادت جنسی یک واکنش طبیعی در قبال رقابت بر سر توجه و عواطف و اوقات شریک جنسی و عاطفی انسان به‌شمار می‌آید، لیکن در فرهنگ چندمهری همانقدر که حسادت ممکن است طبیعی باشد دگرخوش‌خواهی نیز طبیعی‌ست و شخص می‌تواند به جای تأکید بر احساس منفی حسادت، احساس مثبت دگرخوش‌خواهی را در بطن احساسات خود کشف و شکوفا نماید به‌طوری‌که نه تنها رشک‌ورزی به‌طور کلی از رفتارهای عاطفی رخت بربندد بلکه تلخ‌کامی حسادت برای همیشه جای خود را به شیرین‌کامی حاصل از دگرخوش‌خواهی ببخشد.
دبورا آناپول Deborah M. Anapol در کتاب خود چندمهری: عشق جدید بدون مرز پیش از مطرح کردن دگرخوش‌خواهی پنج نوع مختلف از حسادت را توضیح می‌دهد که عبارتند از ملکیت، محرومیت، رقابت، نفس و ترس.
کتابهای Ethical Slut و Opening Up نیز همه فصل های خود را به بحث حسادت و غیرت اختصاص داده‌اند.
اریک فرانسیس Eric Francis گزارشگر تحقیقی و مربی جنسی در وبسایت خود Planet Waves می‌نویسد یک فرد می‌تواند در درون حسادت و غیرت خود به دنبال دگرخوش‌خواهی بگردد: 
«درست در درون حمله حسادت/غیرت یک هسته آتشین مرکزی وجود دارد. شاید برایتان شگفت‌آور باشد که این هسته آتشین چقدر حس خوبی می‌بخشد، و اگر به آن داخل شوید می‌توانید اطمینان داشته باشید که درست به دگرخوش‌خواهی قدم نهاده‌اید.»

## تعریف دگرخوش‌خواهی در کتب و مراجع
- دگرخوش‌خواهی را به صورت «احساسات مثبتی که یک شخص در هنگام لذت بردن معشوقش از یک رابطه دیگر دریافت می‌کند» تعریف می‌نماید. ضمناً این توضیح را اضافه می‌کند که دگرخوش‌خواهی می‌تواند به‌طور هم‌زمان و همزیست با احساسات حسودانه/غیورانه وجود داشته باشد.[۲][۶]
- جامعه پلی‌آموری Polyamory Society دگرخوش‌خواهی را به صورت:«احساس شادکامی در تسهیم شادی در بین دیگرانی که دوستشان دارید، به‌خصوص شادی از دانستن اینکه معشوقان شما درحال اظهار عشق به یکدیگر هستند.» تعریف می‌کند[۳]
- اینکیپر InnKeeper دگرخوش‌خواهی را به عنوان:
- «احساسی از شادی وقتی یک معشوق بر روی رابطه عشقی دیگری سرمایه‌گذاری کرده و از لذت آن بهرمند می‌شود… دگرخوش‌خواهی به‌طور اخص به شادی از فعالیت جنسی شریک جنسی یا عشق یک نفر دلالت نمی‌کند، بلکه در عوض به شادی نسبت به رابطه با یک شریک عشقی یا جنسی دیگر اشاره دارد. این درست شبیه به شادی والدین در زمان ازدواج فرزندشان است، یا شبیه احساس خوشبختی مابین دو دوست وقتی که هر کدام شریکی برای خود می‌یابند.[۷]
- سرینا آندرلینی دونوفریو Serena Anderlini-D'Onofrio از اوپنینگ‌آپ Opening Up می‌نویسد: دگرخوش‌خواهی تا قدری، «عبارت است از توانایی تبدیل احساسات منفی حسادت و غیرت به پذیرش و لذت بردن نیابتی از شادمانی معشوق.»
- ریون کالدرا (Raven Kaldera) در کتابش Pagan Polyamory[۸] می‌گوید دگرخوش‌خواهی حالتی احساسی‌ست که در آن عدم امنیت شما بقدری پایین، اعتماد شما بقدری بالا، و ارزشی که شما به شادکامی شریک (شرکای) خود قائلید بقدری فراتر از بقچه شخصی خودتان است، که دیدن اینکه آن‌ها روابط خوبی با معشوقان دیگر دارند چیزی جز شادمانی و رضایت خاطر در شما برنمی‌انگیزد.
- برخی به تجربه چنین فکر می‌کنند که دگرخوش‌خواهی نوعی از عشق بی‌قید و شرط است، چرا که انحصاری بودن را از شروط دادن عشق‌مان به دیگری نمی‌داند.